# Callicebus
Callicebus (Тіті) — рід широконосих мавп родини Сакієві (Pitheciidae). Живуть в Південній Америці живляться в основному фруктами.

## Опис
Тіті досягають довжини голови й тіла від 23 до 46 сантиметрів, хвіст довший від тіла, 26–56 сантиметрів. Вага 0,5—1,5 кг, статевий диморфізм є слабким. Окремі види сильно розрізняються за розмірами та забарвленням шерсті, але схожі статурою. Хутро довге і м'яке, як правило, червонувате, коричневе або чорне, світліше в нижній частині. Хвіст волохатий повністю і не можуть бути використаний для захоплення. Задні ноги витягнуті як адаптація до пересування стрибками, голова мала і кругла.

## Поширення
Тіті живуть в Південній Америці, вони мають площу розподілу дворівневу. Більшість видів живуть в басейні Амазонки на півдні Колумбії і східному Еквадорі, в західній та центральній Бразилії до Болівії й північного Парагваю. Друга група географічно ізольована на південному сході Бразилії. Середовище проживання цих тварин в основному ліси, де вони можуть жити в різних типах лісу в залежності від виду.

## Спосіб життя
Рід денний і деревний. На додаток до нічної фази сну, для якої вони приховуються в густому підліску, вони також мають сієсту. Це територіальні тварини. Вони живуть в сімейних групах, що складаються з одного самця, одної самиця й спільного потомства і можуть містити 2—7 тварин. Обидва партнери моногамні, вони часто залишаються протягом усього їхнього спільного життя. Оселище має розмір 3-24 га. Зранку дорослі тварини співом мітять свою територію. Ці пісні займають до 10 хвилин і на них відповідають сусідні пари. При необхідності, область захищається агресивно проти зловмисників. Догляд та спілкування з різними звуками важливі для згуртування групи. Часто також можна побачити пари, які сидять з переплетеними хвостами або сплять разом. Основна їжа складається з фруктів. Крім того, вони також споживають листя, насіння та інші частини рослин і комах та інших дрібні тварини на додачу.

## Цикл життя
Самиця народжує після вагітності близько 5—6 місяців, одне дитинча. Батько бере головну турботу за дитинчам, він піклується про нього, і приносить матері тільки смоктання, яке триває п'ять місяців, у близько й рік молодь повністю самостійна й у 2—3 роки вони залишають сімейну групу, щоб почати свою власну. У зоопарку ці тварини можуть досягати віку понад 25 років.

## Загрози
Основною загрозою для роду є руйнування їх місця існування. Види, які живуть в прибережних атлантичних лісів Бразилії потерпають більшою мірою, оскільки ці ліси вже вирубані значною мірою. Меншою мірою, на деякі види ведеться полювання. 

## Класифікація
- Рід Callicebus
  -     -       - Callicebus urubambensis

  - Підрід Callicebus
    - Група C. donacophilus
      - Callicebus donacophilus
      - Callicebus modestus
      - Callicebus oenanthe
      - Callicebus olallae
      - Callicebus pallescens

    - Група C. moloch
      - Callicebus baptista
      - Callicebus bernhardi
      - Callicebus brunneus
      - Callicebus cinerascens
      - Callicebus hoffmannsi
      - Callicebus miltoni
      - Callicebus moloch
      - Callicebus vieirai

    - Група C. personatus
      - Callicebus barbarabrownae
      - Callicebus coimbrai
      - Callicebus melanochir
      - Callicebus nigrifrons
      - Callicebus personatus

    - Група C. cupreus
      - Callicebus cupreus
      - Callicebus caquetensis
      - Callicebus caligatus
      - Callicebus discolor
      - Callicebus dubius
      - Callicebus ornatus
      - Callicebus stephennashi
      - Callicebus aureipalatii

  - Підрід Torquatus
    - Група C. torquatus
      - Callicebus lucifer
      - Callicebus lugens
      - Callicebus medemi
      - Callicebus purinus
      - Callicebus regulus
      - Callicebus torquatus